# Martin Cordes

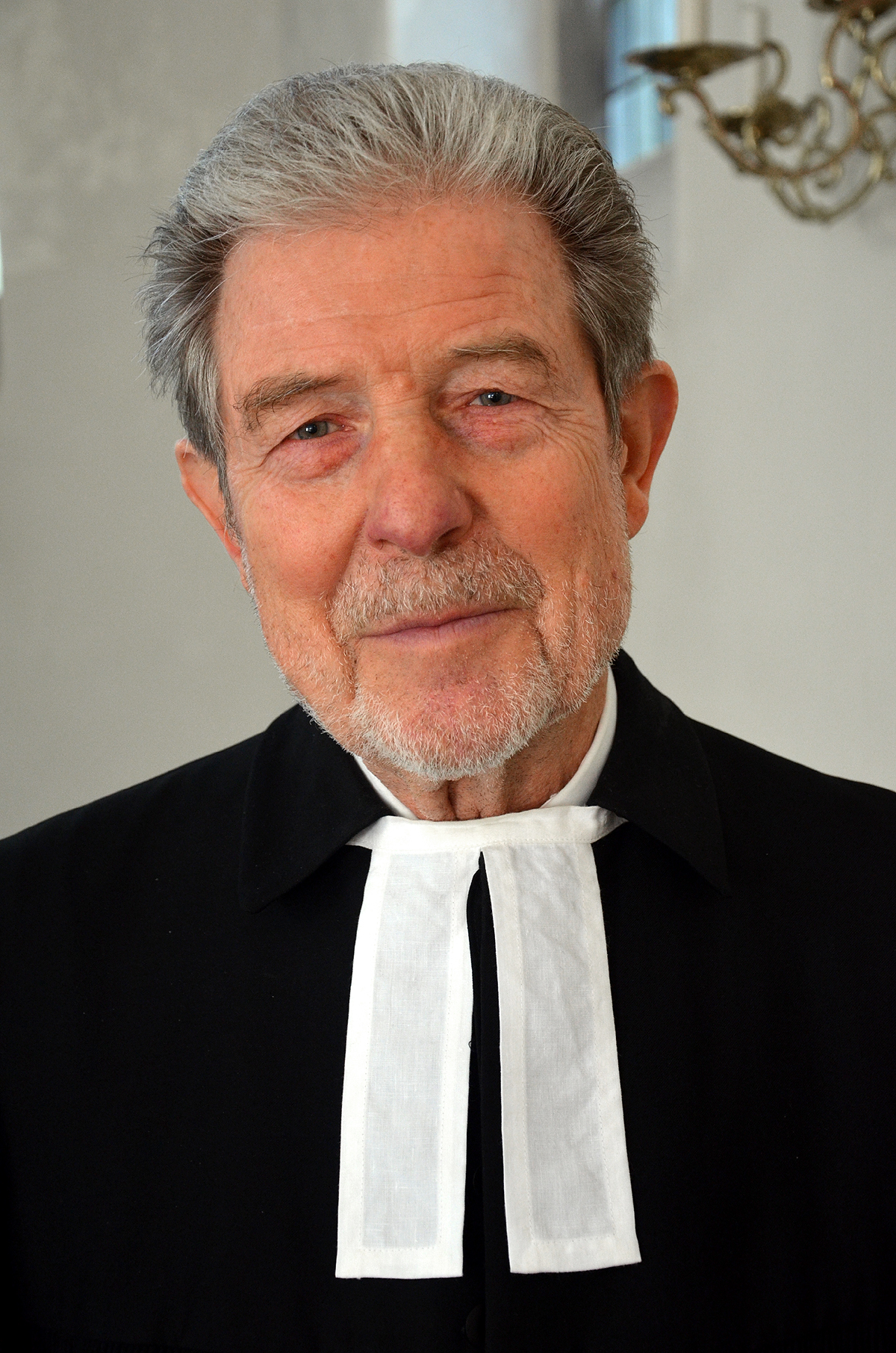
Martin Cordes, hier nach einem Gottesdienst in der Kreuzkirche von Hannover

Martin Cordes (* 1942) ist ein deutscher evangelischer Theologe. Er war von 1994 bis 2007 Professor für Religionspädagogik an der Evangelischen Fachhochschule Hannover.

## Leben
Martin Cordes promovierte 1981 an der Universität Göttingen mit einer Dissertation zum Thema Freie christliche Aktion als Herausforderung für Kirche und Theologie in der ersten Hälfte des 19. Jahrhunderts. Ein Jahr später wurde die Schrift in der Reihe Studien zur Kirchengeschichte Niedersachsens veröffentlicht. Nach Tätigkeiten als Gemeindepastor und Jugendpastor war er von 1994 bis 2007 Professor für Religionspädagogik an der Evangelischen Fachhochschule Hannover.

## Schriften
- Freie christliche Aktion als Herausforderung für Kirche und Theologie in der ersten Hälfte des 19. Jahrhunderts / ein Beitrag zum evangelischen Vereinswesen in Göttingen und zur Theologie Friedrich Lückes, in: Studien zur Kirchengeschichte Niedersachsens, Bd. 24, Vandenhoeck und Ruprecht, Göttingen 1982, ISBN 3-525-55228-9.
- Martin Cordes ist (Mit-)Herausgeber der Reihe Quellen und Forschungen zum evangelischen sozialen Handeln (teils: Sozialwissenschaftliche  Studiengesellschaft), Blumhardt-Verlag, Hannover 1991ff. und veröffentlichte darin[1]
  - Perspektiven zur sozialen Frage, 1991, 3-928488-01-5.
  - Diakonie und Diakonisse / Beiträge zur Rolle der Frauen in kirchlicher sozialer Arbeit, 1995, ISBN 3-928488-04-X.
- Er publizierte in der Schriftenreihe der Evangelischen Fachhochschule Hannover, Blumhardt-Verlag, Hannover
  - Zwischen Kapelle und Katheder / Beiträge zu Ehren von Ernst Christoph Merkel, 1999, ISBN 3-932011-18-X.
  - Lehren und Lernen – zwischen Tradition und Herausforderungen der Zukunft / Festschrift für Johann-Christoph Emmelius, hrsg. gemeinsam mit Ilona Herrmann, 2001, ISBN 3-932011-30-9.
- sowie in der Reihe Quellen und Forschungen zum evangelischen sozialen Handeln, Blumhardt-Verlag, Hanover 1991f. (ab 2003 Verlag Evangelische Fachhochschule Hannover)
  - „Kirche, guck über deine Mauern!“ / Interviews zur Entwicklung des hannoverschen Kirchlichen Dienstes in der Arbeitswelt (KDA) nach 1945, hrsg. gemeinsam mit Heinrich Grosse, 2002, ISBN 3-932011-41-4.
  - Globale Welt – was tun? / Beiträge zur Globalisierungsdiskussion, hrsg. gemeinsam mit Hans-Jürgen Pabst, 2002, ISBN 3-932011-40-6.
  - Schule – Jugendarbeit – Kirche : Konzepte und Projekte, 2003, ISBN 3-932011-42-2.
  - Pilger – Wege – Räume / historische, religionspädagogische und kunsttherapeutische Reflexionen; mit einer Liste evangelischer Pilgerinitiativen in Niedersachsen, hrsg. gemeinsam mit Simone Wustrack, 2005, ISBN 3-932011-60-0; Inhalt Deposit online:
  - Durch die Ritzen der Mauer / Kontinuitäten, Brüche, Neuanfänge in kirchlichen Partnerschaften nach 1949, im Auftr. des Landesausschusses Hannover des Deutschen Evangelischen Kirchentages, 2011, ISBN 978-3-932011-79-5.